# Уруп (протока)
Протока Уруп (рос. Пролив Уруп) — протока у південно-західній частині Курильських островів, що відділяє острів Уруп на півдні від островів Чорних Братів на півночі та Охотське море на заході від Тихого океану на сході. Адміністративно знаходиться на території Курильського міського округу Сахалінської області Російської Федерації.
Ширина — 32 км, глибини — понад 100 м. Сильні припливні течії.